# Beaulieu-sur-Dordogne
Beaulieu-sur-Dordogne község Franciaország Új-Aquitania régiójában, Corrèze megyében. 2019. január 1-jén hozzácsatolták Brivezac korábbi községet. Az így létrejött új község neve szintén Beaulieu-sur-Dordogne lett, és lélekszáma 1373 főre nőtt.
Lakosainak száma 1310 fő (2022. január 1.). Beaulieu-sur-Dordogne Sioniac, Nonards, Altillac, Bassignac-le-Bas, Chenailler-Mascheix és Astaillac községekkel határos.

## Népesség
A település népességének változása:
| Lakosok száma | 1299 | 1290 | 1284 | 1290 | 1300 | 1310 |
|               | 2017 | 2018 | 2019 | 2020 | 2021 | 2022 |